# 장시저
장시저(중국어: 张稀哲, 1991년 1월 23일 ~ )는 중국의 축구 선수로, 현재 베이징 궈안에서 뛰고 있다.

## 축구인 경력

### 클럽 경력
베이징 궈안의 유소년 팀을 거쳐 2009년 8월 30일 산동 루넝과의 리그 경기에서 1군 무대에 데뷔하였다. 2010년엔 당시 싱가포르의 S리그에 참가하던 베이징의 위성 구단 베이징 궈안 탈렌트에서 반 시즌 간 임대 생활을 하였다. 2012년엔 리그 25경기에 출전하여 4골을 기록한 후 중국축구협회로부터 올해의 유망주에 선정되었다. 2013년 11월엔 셀틱으로의 이적설이 제기되었으나 성사되지는 않았다.
2014년 12월 독일의 VfL 볼프스부르크로의 이적하였으나 반 시즌 간 1경기도 출전하지 못한 채 2015년 7월 베이징으로 복귀하였다.

### 국가대표 경력
2010년 중국 U-20 대표팀 소속으로 AFC U-19 챔피언십에 출전하여 모든 경기에 출전하였다.
2011년 3월 가오훙보 감독의 부름을 받고 성인 대표팀에 합류하여 29일 코스타리카와의 경기에서 A매치 데뷔전을 치렀다. 같은 해 9월 6일 싱가포르를 상대로 A매치 데뷔골을 기록하였다.